# Aire d'attraction d'Essarts-en-Bocage
L'aire d'attraction d'Essarts-en-Bocage est un zonage d'étude défini par l'Insee pour caractériser l’influence de la commune d'Essarts-en-Bocage sur les communes environnantes. Publiée en octobre 2020, elle se substitue à l'aire urbaine d'Essarts-en-Bocage, qui se composait d'une commune dans le zonage de 2010.

## Définition
L'aire d'attraction d'une ville est composée d’un pôle, défini à partir de critères de population et d’emploi ainsi que d’une couronne constituée des communes dont au moins 15 % des actifs travaillent dans le pôle. Le pôle d’attraction constitue ainsi un point de convergence des déplacements domicile-travail,.

## Type et composition
L’aire d'attraction d'Essarts-en-Bocage est une aire intra-départementale qui comporte 4 communes dans la Vendée. 
Elle est catégorisée dans les aires de moins de 50 000 habitants, une catégorie qui regroupe 12,2 % au niveau national.

### Carte

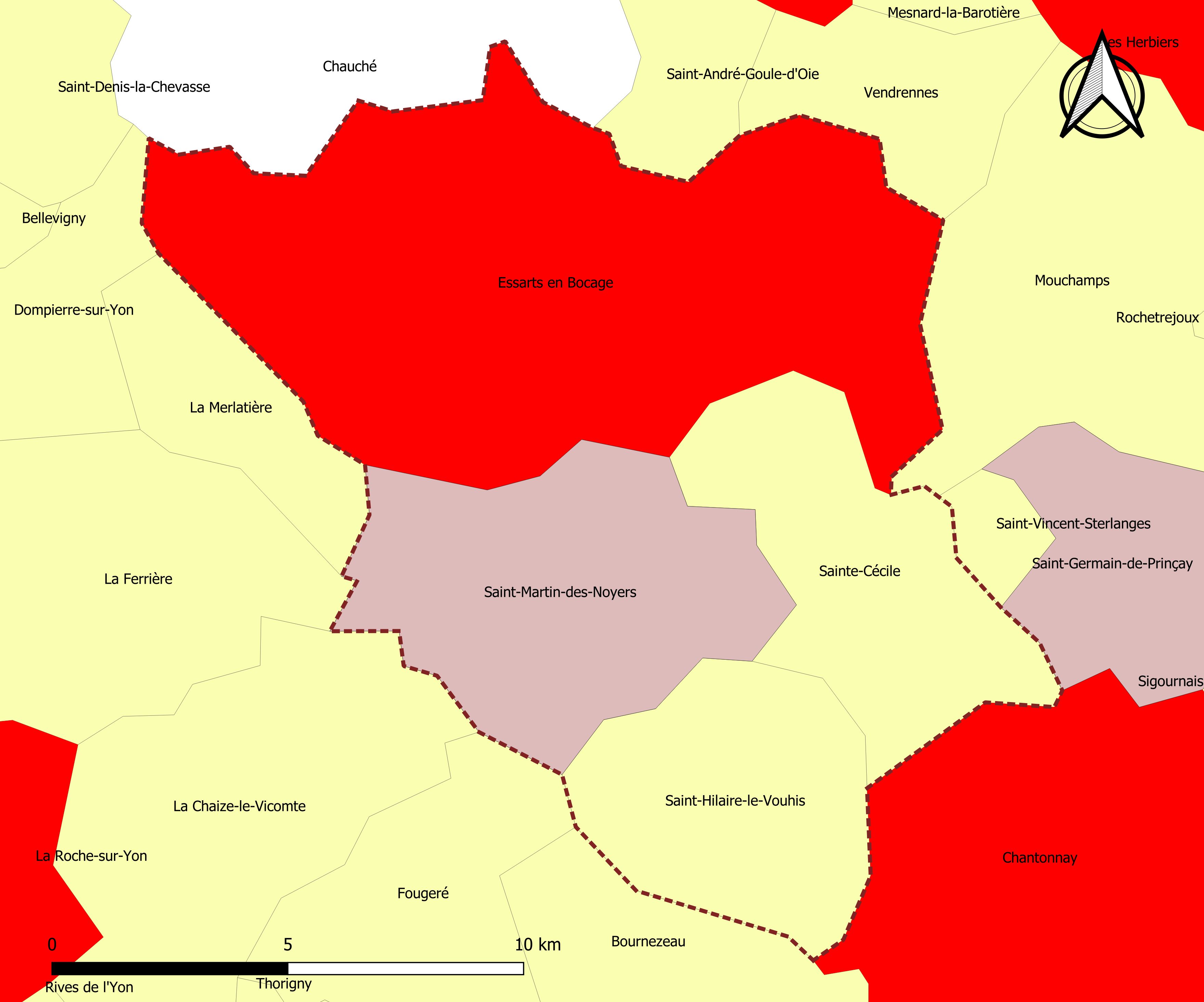
Carte de l'aire d'attraction d'Essarts-en-Bocage.
Commune-centre
Commune du pôle principal
Commune de la couronne

### Composition communale
| Nom                                | Code Insee | Département | Statut                    | Superficie (km2) | Population (dernière pop. légale) | Densité (hab./km2) | Modifier                                    |
| ---------------------------------- | ---------- | ----------- | ------------------------- | ---------------- | --------------------------------- | ------------------ | ------------------------------------------- |
| Essarts-en-Bocage (commune-centre) | 85084      | Vendée      | commune-centre            | 68,47            | 6 835 (2022)                      | 100                | modifier les données · modifier les données |
| Saint-Martin-des-Noyers            | 85246      | Vendée      | commune du pôle principal | 41,74            | 2 540 (2022)                      | 61                 | modifier les données · modifier les données |
| Sainte-Cécile                      | 85202      | Vendée      | commune de la couronne    | 32,73            | 1 587 (2022)                      | 48                 | modifier les données · modifier les données |
| Saint-Hilaire-le-Vouhis            | 85232      | Vendée      | commune de la couronne    | 28,91            | 1 095 (2022)                      | 38                 | modifier les données · modifier les données |